# Lirimiris lemoulti
Lirimiris lemoulti är en fjärilsart som beskrevs av Rothschild 1917. Lirimiris lemoulti ingår i släktet Lirimiris och familjen tandspinnare. Inga underarter finns listade i Catalogue of Life.